# Рагнахар
Рагнахар (Ragnachar, на латински: Ragnarius, + 509) е малък крал (regulus) на салическите франки в края на 5 век от род Меровинги и роднина на Хлодвиг I. Той управлява от Камбре.

## Управление
През 486 г. той се съюзява с Хлодвиг I и му помага да победи Сиагрий, последният римски управител в Соасон, Северна Галия, и син на magister militum Егидий. Те разгромяват войската му, Сиагрий бяга при вестготите, но скоро е предаден на Хлодвиг I, който го екзекутира.
След 490 г. Хлодвиг I тръгва и срещу Рагнахар. Хлодвиг I побеждава в битка Рагнахар, който е заловен в Льо Ман от своите хора и предаден на Хлодвиг I, който поръчва неговото убийство и на братята му Рихар и Ригномер. Така Хлодвиг I изключва всичките си конкуренти и освобождава пътя за обиденение на всички франки в едно царство.